# Peinture 150,5 x 195 cm, 1 août 1956
Peinture 150,5 × 195 cm, 1er août 1956 est une peinture réalisée par Pierre Soulages en 1956. Cette huile sur toile est conservée au Museum of Modern Art de New York qui l'a acquise en 1959.